# Jarmo
Koordinaten: 35° 33′ 20,9″ N, 44° 55′ 49,1″ O

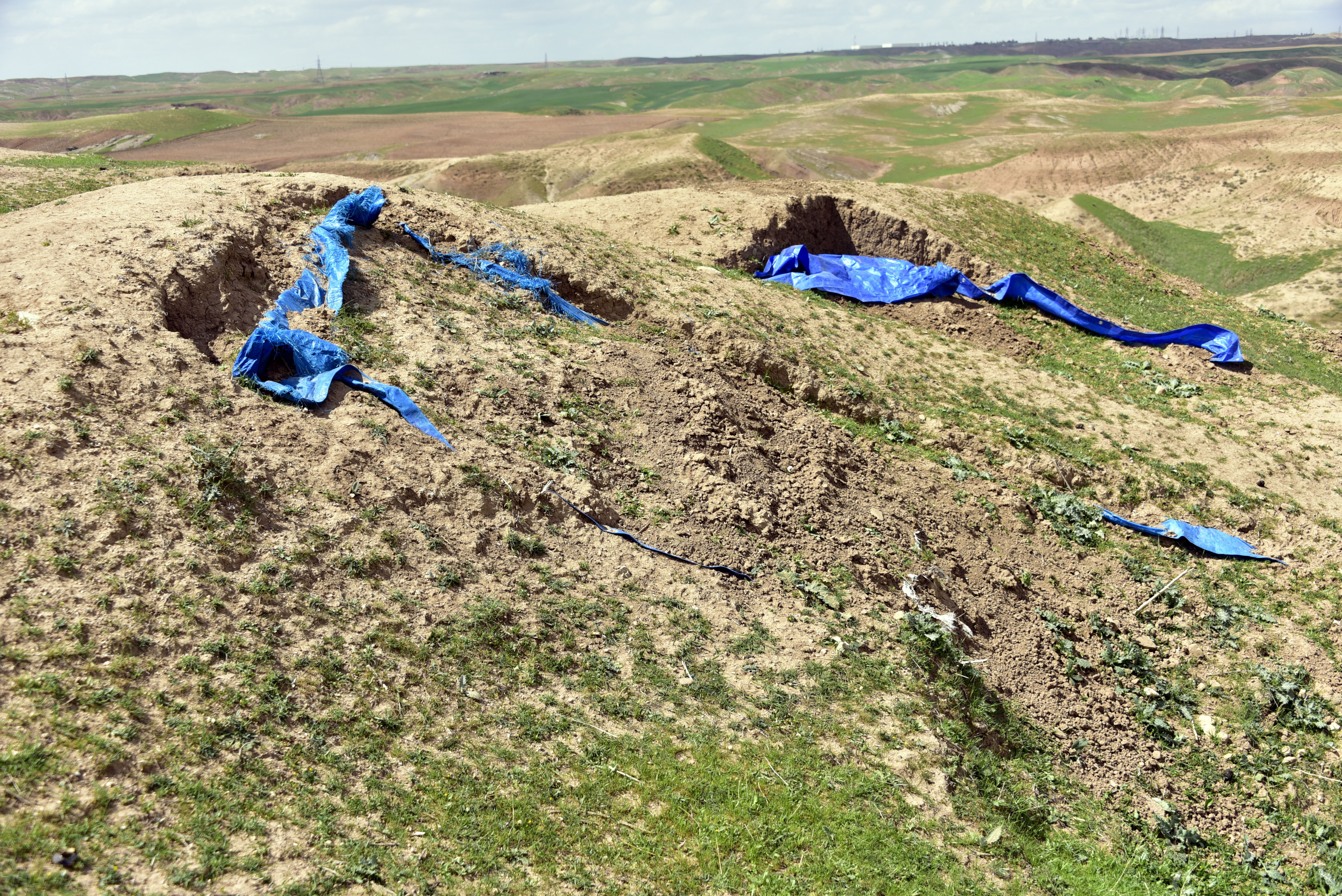
Aktuelle Ausgrabungen durch das japanische Team, die schon zuvor ausgegrabene Bereiche erneut untersuchten.

Jarmo, auch Qal'at Jarmo oder Dscharmo (Provinz Sulaimaniya, Kreis Tschamtschamal), ist eine archäologische Fundstätte im Nordirak an den Ausläufern des Zāgros-Gebirges östlich der Stadt Kirkuk. Der Ort ist als älteste landwirtschaftliche Gemeinschaft der Welt bekannt und etwa 9000 Jahre alt. Jarmo ist damit in etwa gleich alt wie das neolithische Jericho in der südlichen Levante und älter als Çatalhöyük in Anatolien. Jarmo ist etwa 12.000 bis 16.000 Quadratmeter groß und liegt auf einer Höhe von 740 Metern, ehemals in einem Gürtel von Eichen- und Pistazienwäldern.

## Entdeckung und Ausgrabungen
Der Platz wurde 1940 durch das Iraqi Directorate of Antiquities entdeckt und später unter dem amerikanischen Archäologen Robert John Braidwood (1907–2003) vom Oriental Institute der University of Chicago, der die Neolithische Revolution erforschte, ergraben. Braidwood arbeitete in Kooperation mit den Irakern drei Grabungskampagnen (1948, 1950–1951, 1954–1955) lang an der Untersuchung des Ortes. Eine vierte Grabungskampagne 1958 bis 1959 kam wegen der Revolution und des Sturzes des irakischen Königs Faisal II. 1958 nicht zustande; Braidwood ließ die Schnitte unverfüllt zurück. Später wandte sich Braidwood Ausgrabungen in Tepe Asyab im Iran zu und wechselte wegen Schwierigkeiten dort 1963 in die Türkei.

### Neue archäologische Methoden
In den Ausgrabungen in Jarmo von 1954 bis 1955 verwendete Braidwood zum ersten Mal einen multidisziplinären Ansatz, in einem Versuch, die Untersuchungsmethoden zu verfeinern und die Herkunft der Domestizierung von Pflanzen und Tieren zu präzisieren. Zu seinem Team gehörten der Geologe Herbert Wright, der Paläobotaniker Hans Helbaek, der Experte in der Keramik- und Radiokohlenstoffdatierung Frederic Mason, Zoologe Charles Reed sowie eine Reihe von weiteren Archäologen und Anthropologen. Frank Hole war für die Aufnahmen der Silexgeräte zuständig. Die interdisziplinäre Methode wurde anschließend von anderen Teams bei der archäologischen Feldarbeit eingesetzt.

### Erneute Untersuchung
Ab 2019 wurden neue Untersuchungen in Jarmo und Umgebung durchgeführt, insbesondere durch ein Team der Universität Tsukuba. Diese Forschungen konzentrierten sich auf die Neolithisierung in der Region Kurdistan und versuchten, frühere Erkenntnisse aus den 1940er und 1950er Jahren zu überprüfen und zu erweitern. Die Schwerpunkte des Forschungsteams waren dabei die Stratigraphie, Radiokarbondatierung und Analyse von Pflanzen- und Tierresten. Zu einer besseren Rekonstruktion der damaligen Umweltbedingungen (Geoarchäologie) wurden auch GIS (Geographic Information System) und 3D-Modellierung eingesetzt.

## Entdeckungen

### Das Dorf Jarmo

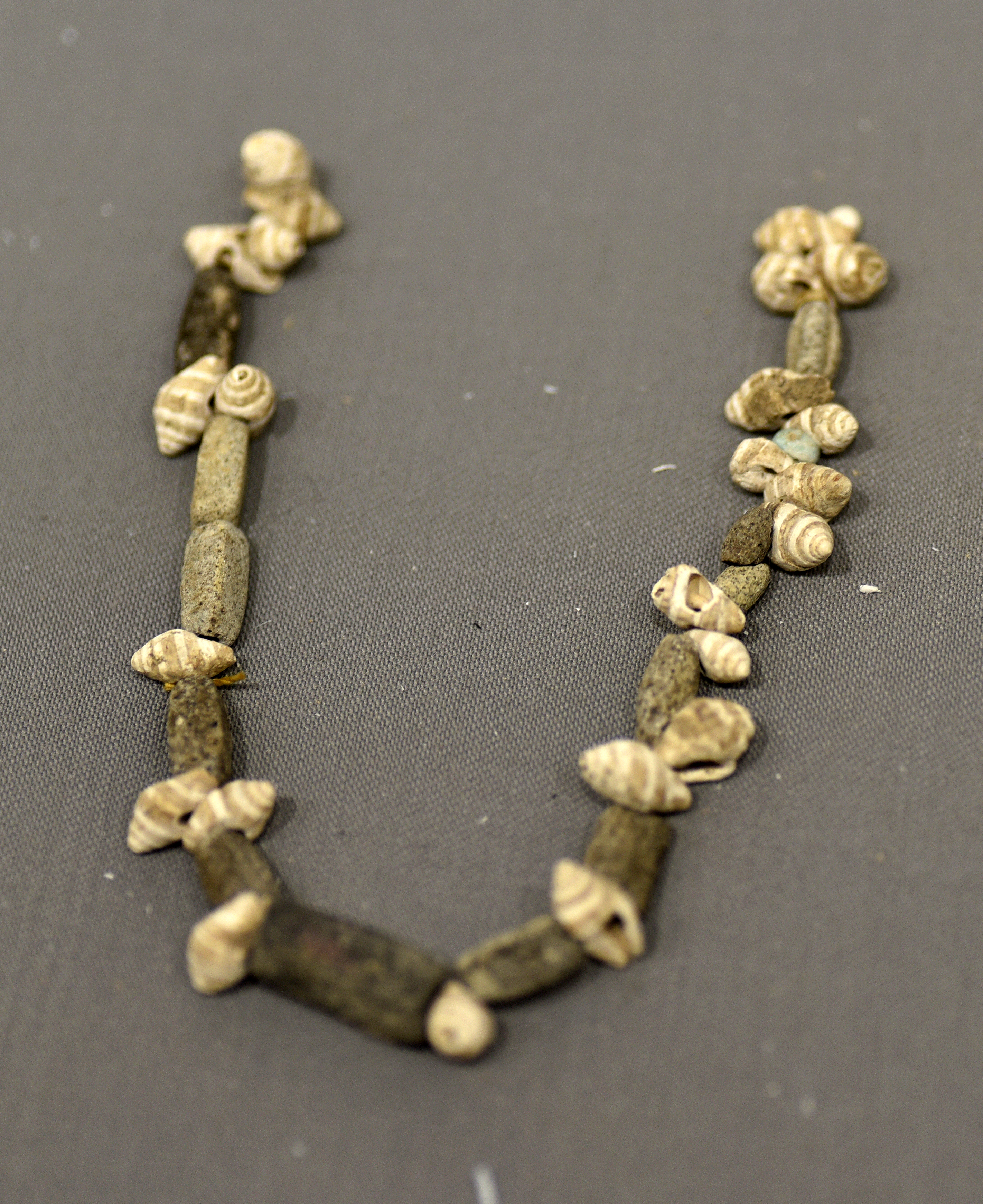
Eine entdeckte Halskette (Ausgestellt im Sulaimaniyya-Museum).

Die Ausgrabungen enthüllten ein kleines Dorf mit einer Fläche von 12.000 bis 16.000 Quadratmetern und zwölf Schichten. Mit der Radiokohlenstoffdatierung wurde das Alter der ältesten Schicht auf 7090 v. Chr. und der jüngsten auf 4950 v. Chr. bestimmt. Es scheint, dass Jarmo aus zwei permanenten Siedlungen bestand. Diese existierten zeitgleich mit Jericho und der neolithischen Phase von Shanidar. Der Höhepunkt Jarmos dürfte zwischen 6200 und 5800 v. Chr. gewesen sein.
Dieses kleine Dorf bestand aus etwas mehr als 25 Häusern mit einem einfachen Grundriss, mit sonnengetrockneten Schlammdächern und mit Stampflehmwänden, die auf steinernen Fundamenten ruhten. Diese Wohnungen wurden häufig repariert oder umgebaut. Insgesamt lebten etwa 150 Menschen im Dorf, das eindeutig eine dauerhafte Siedlung war.
In den früheren Phasen gibt es ein Übergewicht von Objekten aus Stein, Silex und Obsidian. Die Verwendung des Obsidians, der vom 320 Kilometer entfernten Vansee stammt, zeigt, dass bereits eine Form des organisierten Handels existierte, ebenso wie die Anwesenheit von verzierten Muscheln aus dem Persischen Golf. In der ältesten Bauschicht wurden Körbe gefunden, die mit Erdpech imprägniert waren. Pech ist in der Gegend leicht zugänglich. Auch Abdrücke von Körben und Textilien wurden gefunden.

### Landwirtschaft und Viehzucht
Landwirtschaft in Jarmo wurde durch den Fund von Steinsicheln und Mahlsteinen belegt. Diese Objekte eigneten sich für die Ernte und Verarbeitung von Lebensmitteln. Daneben wurden auch gravierte Marmorgefäße gefunden. In den späteren Phasen wurden Geräte aus Knochen, besonders Ahlen, Knöpfe und Löffel, gefunden.
Die Bewohner von Jarmo pflanzten zwei Weizentypen, Emmer und Einkorn, primitive Gerste und Linsen an. Sie und ihre Tiere  verzehrten auch Wildpflanzen wie Erbsen, Eicheln, Johannisbrotbaumsamen, Pistazien und wilden Weizen. Schneckenhäuser sind ebenfalls reichlich vorhanden. Es gibt Anzeichen dafür, dass Ziegen, Schafe und Hunde domestiziert waren. Bereits in den akeramischen Schichten wurden Schweineknochen gefunden, die Price und Arbuckle domestizierten Tieren zuordnen. Wenn sich diese, auf einer sehr kleinen Stichprobe beruhende Analyse bewahrheitet, würde es sich um den frühesten Nachweis von Schweinezucht im Zagros handeln.

### Töpferei und Religion
Jarmo ist eine der ältesten Stätten, wo Keramik gefunden wurde. Sie erscheint in den letzten Schichten aus dem 7. Jahrtausend v. Chr. Diese Keramik ist einfach in der Ausführung, mit dicken Wänden und pflanzlich gemagert. Außerdem wurden zoomorphe und anthropomorphe Tonfiguren gefunden. Tonfiguren von schwangeren Frauen werden als Bildnisse von Fruchtbarkeitsgöttinnen interpretiert. Solche Muttergöttinnen sind aus der Region aus dem späten Neolithikum bekannt.